# École nationale de commerce et de gestion d'Oujda
L’École nationale de commerce et de gestion d'Oujda (ENCGO) (en arabe : بالعربية "المدرسة الوطنية للتجارة و التسيير بوجدة) est une très grande école publique de commerce et de gestion marocaine et parmi les plus prestigieuses créée en 2003 et située à Oujda. Elle fait partie de l'Université Mohammed Ier d'Oujda.
Cette école est connue au Maroc par la création des hauts cadres en commerce et gestion en offrant plusieurs filières tel que l'audit et contrôle de gestion, gestion financière et comptable, marketing, commerce international...etc.

## Historique
Le projet de création de l’École nationale de commerce et de gestion à l’Université Mohammed Ier Oujda trouve ses fondements dans l’initiative pour le développement de la région de l’Oriental citée dans le discours du roi du 18 mars 2003 à Oujda.
Le projet fut financé par Fatna Lemdersi. Une femme marocaine qui a donné un financement immobilier pour la construction de cette école, a été remerciée et invitée dans plusieurs cérémonies de remise des diplômes par l'administration et les médias.

## Infrastructure éducative
L'ENCGO dispose de 2 amphithéâtres (A et B), de 2 blocs de bâtiments (l'un se compose de 2 auditoriums, de 4 salles de TD, de 2 salles de lecture et d'une salle d'informatique, et l'autre se compose de 2 grandes salles d'une capacité de 100 étudiants, d'un bloc sanitaire, d'une bibliothèque de 4 salles de lecture et d'une mosquée). Les séances de sport sont effectuées dans le complexe de l'université situé derrière la Cité Universitaire d'Oujda.

## Objectifs
L’ENCGO est un établissement supérieur public qui s’intègre dans le cadre de l’ouverture de l’université marocaine sur son environnement socio-économique. Sa principale mission est de former des cadres supérieurs dans les domaines du commerce et de la gestion aptes à relever le défi de la compétitivité de l’entreprise marocaine.

## Organisation du cycle des études
Les études en vue de l’obtention du diplôme des Ecoles Nationales de Commerce et de Gestion de grade "Master" en 10 semestres et sont organisées comme suit :
- Les quatre premiers semestres correspondant à une préparation aux études de gestion et de commerce axé sur l’acquisition des aptitudes fondamentales (langues et communication; environnement économiques et juridique de l’entreprise; culture générale de l’entreprise ; raisonnement logique ; humanités ; …)
- Les semestres 5 et 6 sont des semestres de détermination et de choix de filères.
- Les six premiers semestres constituent un tronc commun à l’ensemble des ENCGs.
- Les semestres 7, 8 et 9 sont des semestres de spécialisation.
- Le dixième semestre étant consacré au stage et projet de fin d’étude

## Formation
L’Ecole Nationale de Commerce et de Gestion offre aux bacheliers et bachelières issus des filières suivantes : sciences économiques, techniques de gestion administrative, techniques de gestion comptable, sciences mathématiques (A et B) et sciences expérimentales, la possibilité de préparer le diplôme national de commerce et de gestion. Ce diplôme sanctionne une formation de haut niveau aux principales spécialités du mangement :
- Gestion Financière et Comptable;
- Audit et contrôle de gestion ;
- Management des ressources humaines
- Marketing et actions commerciales;
- Publicité et communication ;
- Commerce international.
- Logistique

Les lauréats se destinent à une carrière ouverte sur des fonctions de responsabilité au sein des entreprises et des organisations. Le haut niveau de la formation est favorisé par la qualité des méthodes pédagogiques et par une ouverture durable sur l’environnement socio- économique national et international.

## Vie associative
L'école dispose aussi de diverses associations estudiantines autorisée par l'établissement : SOS, CLIC, ECHO'O, FREEDOM,... Elle dispose aussi d'un Bureau des étudiants (BDE) composé d'étudiants de l'école de différents niveaux, et d'un Bureau des sports.